# Abraham Maslow
Abraham Harold Maslow, né le 1er avril 1908 à New York et mort le 8 juin 1970 à Menlo Park en Californie, est un psychologue américain humaniste, considéré comme le père de l'approche humaniste en psychologie. Il est connu pour son explication de la motivation par la hiérarchie des besoins humains, souvent représentée par la suite sous la forme d'une pyramide.

## Biographie
Abraham Harold Maslow est né le 1er avril 1908 à Brooklyn, New York. Il était le fils aîné de sept enfants d'immigrants juifs ashkénazes récemment émigrés d’Ukraine, arrivés aux États-Unis moins d'un an avant sa naissance. Après la Seconde Guerre mondiale, Maslow commença à questionner la façon dont les psychologues étaient arrivés à leurs conclusions et, même s'il n'était pas tout à fait en désaccord, il avait ses propres idées sur la compréhension de l'esprit humain.
Abraham Maslow meurt à Menlo Park en Californie, le 8 juin 1970 d'une crise cardiaque.

## Travaux et apports
Abraham Maslow reste une référence pour de nombreux psychologues dans le monde entier. Il est connu dans la psychologie du travail pour ses études sur la motivation, souvent représentée par une pyramide dont il faudrait monter les degrés les uns après les autres pour atteindre la pleine satisfaction des besoins. Il est parfois considéré comme l’initiateur de la psychologie humaniste, avec Carl Rogers en particulier et comme un représentant de la psychologie transpersonnelle qui s’intéresse à la dimension spirituelle de l’homme et aux états de conscience exceptionnels. En psychothérapie, il base sa recherche « sur une volonté, une tentative, de formuler une théorie positive satisfaisant des demandes théoriques, tout en restant conforme aux faits cliniques, connus et observables ». 
Les premières recherches de Maslow ont concerné le comportement des animaux (chiens, singes) et les déterminants du comportement humain en société. À partir des années 1940, son intérêt s’est porté sur les sentiments négatifs (la peur, la privation, l’insécurité), pour ensuite se tourner vers leur contraire, la motivation et la satisfaction. Dès le début des années 1950, ses études sur la motivation le conduisent à s’interroger sur l’accomplissement de soi et, une décennie plus tard, sur les expériences mystiques.
La continuité est claire dans cette démarche qui conduit Maslow de l’analyse des états psychologiques les plus pénibles à l’étude de la motivation puis du sentiment de plénitude, ce qu’il a appelé les « expériences paroxystiques ». Il en résulte une œuvre à la fois foisonnante et originale, qui a ouvert de nombreuses voies dans la recherche et dans la pratique.
On doit en particulier à Abraham Maslow l’élaboration d’un lexique précis, pour aborder la mystique et les états de conscience exceptionnels dans des termes scientifiques, tout en respectant la spécificité de ces expériences.

### Théorie de la motivation et des besoins
Au cours de sa carrière, Maslow s'est intéressé principalement aux motivations « supérieures » de l'Homme dans sa hiérarchie (l'accomplissement de soi) et aux états de plénitude (expériences paroxystiques), ainsi qu'aux fondements de la santé psychique.
Sa hiérarchie des besoins signifie que l'Homme n'atteint le plein développement de son psychisme que s'il est satisfait sur tous les plans : physiologie, sécurité, amour (appartenance), estime (reconnaissance) et accomplissement de soi (créativité). Malgré l'apparence rigide de la pyramide faite d'étapes fixes pour la progression, Maslow a dit depuis sa première publication en 1943 que les besoins humains sont dynamiquement fluides — avec plusieurs de ces besoins présents dans une personne simultanément.
Cette hiérarchie est généralement représentée sous la forme d'une pyramide qui, de la base au sommet, distingue cinq niveaux de besoins :
1. à la base, les besoins physiologiques (tels que la faim, la soif) ;
2. ensuite, les besoins de sécurité et de protection (tels que le désir d'un toit ou d'une bonne assurance). Ces deux aspects assurent la survivance physique d'une personne ;
3. puis viennent les besoins d'appartenance, besoins sociaux qui reflètent la volonté de faire partie d'une famille, d'un groupe, d'une tribu ;
4. ensuite arrivent les besoins d'estime de soi (qui permettent de se regarder dans le miroir le matin) pour les besoins psychologiques ;
5. enfin, apparaissent au sommet de la hiérarchie, les besoins de s'accomplir.

La pyramide qui a été attribuée à Maslow représente mal la richesse de son analyse, et surtout trahit la vision dynamique qu'il avait des besoins dans la construction de la personnalité.
Fait à noter, Maslow n'a jamais représenté sa théorie de la hiérarchie des besoins sous la forme d'une pyramide ; cette représentation est le fruit d'un consultant en gestion qui a proposé cette figure dans les années 1960. Si Maslow est très connu dans le domaine du management, notamment dans les travaux consacrés au comportement organisationnel, ses recherches concernaient la psychologie générale, et ce sont ses successeurs qui ont appliqué ses conclusions à la sphère de l'entreprise. Lui-même n'a écrit que des notes à ce sujet, qui ont été publiées en 1965 sous le titre Eupsychian Management, où il est peu question de motivation, mais beaucoup plus de la société adéquate et de l'eupsychie (ou santé psychologique).
Maslow estime que les besoins élémentaires (physiologiques et de sécurité) étant satisfaits, la personne cherche ensuite à satisfaire les autres besoins d'ordre supérieur de façon à alimenter sans cesse les motivations. Un besoin d'ordre supérieur ne peut être satisfait que si les précédents le sont. Ainsi, pour appliquer ce modèle au monde professionnel, rien ne sert de vouloir motiver les salariés au niveau de l'estime et de l'accomplissement, si des menaces de licenciements portent atteinte à la sécurité et si les salaires ne sont pas suffisants pour satisfaire pleinement les besoins physiologiques.
Maslow tient finalement un discours optimiste dans la mesure où il considère qu'il est possible que les salariés puissent, dans leur travail, s'accomplir, se réaliser, pourvu que le management soit participatif (cf. théorie de Douglas McGregor).
Maslow propose une étude sociologique de la spiritualité dans laquelle il classifie avec beaucoup de finesse les différentes manifestations paroxystiques, telle que la révélation. Sa démarche est celle d'un scientifique qui approche globalement une dimension du fait religieux de manière macroscopique, soit comme un sociologue ou même comme un ethnologue, et qui use ensuite d'une analyse psychologique pour aborder l'échelle microscopique de l'expérience paroxystique. Cette démarche n'est pas sans rappeler celle de Stanley Milgram.
Dès 1967, Maslow commence à identifier un nouveau besoin motivationnel, un nouveau degré qu'il appellera dépassement de soi (self-transcendence). L'avant-dernier degré (besoin d'actualisation) est distinct du besoin d'accomplissement de soi. En 1969, il affirme clairement que l'être humain complètement développé tendra à être motivé par des valeurs qui transcendent sa personne15. Ces individus poursuivent une recherche qui dépasse leur propre individualité, pour s'impliquer dans une communion plus large, impliquant souvent un engagement au service d'autrui. Le besoin d'accomplissement de soi implique que l'individu travaille à actualiser son propre potentiel, alors que le niveau de dépassement de soi (« self-transcendence ») implique de mettre de côté ses propres besoins, au bénéfice de service à autrui ou à d'autres causes, extérieures à soi. Ce modèle est décrit dans un article de Koltko-Rivera et, plus récemment, dans un ouvrage de vulgarisation à succès du psychologue américain Scott Barry Kaufman.

## Les expériences paroxystiques («peak experience»)
Une telle expérience correspond à un état modifié de conscience caractérisé par l'euphorie, souvent atteint par les individus qui sont en train de s'accomplir. Le concept a été développé à l'origine par Abraham Maslow en 1964, qui décrit de telles expériences exceptionnelles comme "des expériences rares, excitantes, océaniques, profondément émouvantes, enivrantes, exaltantes, qui s’accompagnent d’une forme aboutie de perception de la réalité, et qui ont même un effet mystique et magique sur l'expérimentateur" . " Ces «expériences de pointe» peuvent survenir lors de simples activités ou à l’occasion d’événements intenses ; cependant, ce n'est pas nécessairement la nature de l'activité qui compte, mais le sentiment extatique et de félicité que l'on éprouve pendant l'activité,. Une telle expérience peut être atteinte par exemple lors d’une rencontre esthétique avec la nature sauvage.

## Critiques
Dans les années 90, sa théorie de la motivation et des besoins commença à être remise en cause.

## Œuvres

### Articles
- Une théorie de la motivation (A Theory of Human Motivation), 1943.

### Ouvrages
Les ouvrages sont présentés par date de publication originale croissante.
- Devenir le meilleur de soi-même : besoins fondamentaux, motivation et personnalité (Motivation and Personality (en)), 1954.
- Vers une psychologie de l'être (Toward a Psychology of Being), 1962.
- L'Accomplissement de soi : de la motivation à la plénitude (Religions, Values, and Peak Experiences (en)), 1964.
- Eupsychian Management: a Journal (en), 1965[Note 1].
- The Psychology of Science: A Reconnaissance, 1966.
- Être humain : la nature humaine et sa plénitude (The Farther Reaches of Human Nature), 1971.
- Future visions : the unpublished papers of Abraham Maslow, 1996[Note 2].
- The Maslow Business Reader, 2000[Note 3].